# (35545) 1998 FQ103
1998 FQ103 (asteroide 35545) é um asteroide da cintura principal. Possui uma excentricidade de 0.12178520 e uma inclinação de 3.94748º.
Este asteroide foi descoberto no dia 31 de março de 1998 por LINEAR em Socorro.